# Mật khu Long Nguyên
Mật khu Long Nguyên là một khu vực địa lý của Việt Nam Cộng hòa, nơi có rừng rậm nằm giữa Quốc lộ 13 và đồn điền cao su Michelin, cách Sài Gòn khoảng 56 kilômét (35 mi) về phía tây bắc, thuộc tỉnh Bình Dương, từng là nơi trú ẩn của mấy sư đoàn Quân Giải phóng miền Nam Việt Nam (QGPMNVN).
Đây là nơi diễn ra nhiều hoạt động quân sự trong Chiến tranh Việt Nam, bao gồm Chiến dịch Bushmaster II và Chiến dịch Shenandoah II.